# 3e cérémonie des Gérard du cinéma
 (juin 2014).
La 3e cérémonie des Gérard du cinéma, une parodie qui récompense chaque année les pires réalisations du cinéma français, s'est déroulée le 13 mai 2008, au cinéma du Club Marbeuf (Paris) et a été rediffusée en direct sur Paris Première.

## Palmarès

### Gérard du plus mauvais film de l'histoire du cinéma en 2007
- Astérix aux Jeux olympiques de Thomas Langmann et Frédéric Forestier[1]
  - L'Auberge rouge de Gérard Krawczyk
  - Taxi 4 de Gérard Krawczyk

### Gérard du film où on sait pas si on s’en va, si on revient, ou alors quoi?
- Régis Wargnier pour Pars vite et reviens tard
  - René Féret pour Il a suffi que maman s'en aille...
  - Jérôme Bonnell pour J'attends quelqu'un
  - Bernard Jeanjean pour Je veux pas que tu t'en ailles
  - Anne Le Ny pour Ceux qui restent

### Gérard de l’acteur qui aurait vraiment mieux fait de continuer à faire des sketches
- Jean-Paul Rouve dans Ce soir je dors chez toi
  - Pascal Légitimus dans Demandez la permission aux enfants
  - Bruno Solo dans Pur Week-end
  - Élie Semoun dans Le Petit Monde de Charlotte

### Gérard du désespoir masculin
- Franck Dubosc pour le rôle de Assurancetourix dans Astérix aux jeux olympiques[1]
  - Élie Semoun pour le rôle de Omega dans Astérix aux jeux olympiques[1]

### Gérard de l’actrice que les journalistes s’obstinent à appeler «mademoiselle» alors qu’elle a plutôt une tête à ce qu’on l’appelle «mémé»
- Catherine Deneuve dans Après lui
  - Jeanne Moreau dans Désengagement
  - Annie Girardot dans Christian
  - Marthe Keller dans U.V.
  - Fanny Ardant dans Roman de gare

### Gérard du mauvais timing
- Taxi 4 avec Samy Naceri (qui, malheureusement, se trouvait en prison durant la promo)
  - L'Homme qui rêvait d'un enfant avec Darry Cowl (Darry Cowl est mort depuis au moins deux ans, non ?)
  - Ne touchez pas la hache avec Guillaume Depardieu (trop tard...)
  - Gradiva avec Arielle Dombasle (un film avec Arielle Dombasle ne devrait jamais sortir)
  - Christian avec Annie Girardot (qui ne s'en souvenait plus avant même de tourner)

### Gérard de l'ersatz
- Clovis Cornillac dans Scorpion (notre « Bruce Willis français »)
  - Yvan Attal dans Le Serpent (notre « Al Pacino français »)
  - Alexandra Lamy dans Cherche fiancé tous frais payés (notre « Jennifer Aniston française »)
  - Élie Semoun dans Astérix aux Jeux olympiques (notre « Woody Allen français »)[1]
  - Mathilde Seigner dans Trois Amis (notre « Steven Seagal française »)

### Gérard du plus mauvais animal dans un rôle animal
- Jean-Paul Rouve dans Ce soir je dors chez toi
  - Le cheval qui joue le cheval fou dans Danse avec lui
  - Le poulain qui joue Pom dans Pom le Poulain
  - Le chien qui joue Idéfix dans Astérix aux Jeux olympiques[1]
  - Le papillon qui joue le papillon dans Le Scaphandre et le Papillon

### Gérard de la compromission alimentaire
- Alexandre Astier dans Astérix aux Jeux olympiques[1]
  - Albert Dupontel dans Jacquou le Croquant
  - Gérard Lanvin dans Le Prix à payer
  - Bernard Farcy dans Taxi 4
  - Lambert Wilson dans Dante 01

### Gérard du film dont on a appris l'existence en préparant les catégories des Gérard
- Très bien, merci (mais oui, d'Emmanuelle Cuau, avec Sandrine Kiberlain !)
  - Avant que j'oublie (mais oui, de Jacques Nolot, avec Jean-Paul Dubois !)
  - Un baiser, s'il vous plaît ! (mais oui, d'Emmanuel Mouret, avec Virginie Ledoyen !)
  - L'Âge d'homme... maintenant ou jamais ! (mais oui, de Raphael Fejtö, avec Romain Duris !)
  - Tel père telle fille (mais oui, d'Olivier de Plas, avec Vincent Elbaz !)
  - Vent mauvais (mais oui, de Stéphane Allagnon, avec Aure Atika !)